# Éole (sculpture)
Pour les articles homonymes, voir Éole (homonymie).
Éole est une sculpture contemporaine située à Lausanne, en Suisse.
Créée en 1994 par Clelia Bettua, qui remporte en 1991 le premier prix d'idées organisé par la Ville de Lausanne dans le cadre du réaménagement de la place de la Navigation, Éole est située sur un des brise-lames protégeant le port de plaisance d'Ouchy, au bord du Léman. Il s'agit d'une grande girouette en forme de « C ». Quatre monolithes plantés sur les quais de la place de la Navigation, à 150 m de la digue, complètent l'œuvre. Ils présentent chacun une encoche en demi-cercle dont l’orientation spécifique permet, par un effet de perspective, lorsque la girouette semble composer un cercle avec une des encoches, de savoir quel type de vent souffle : bise, vent, vaudaire ou joran,.

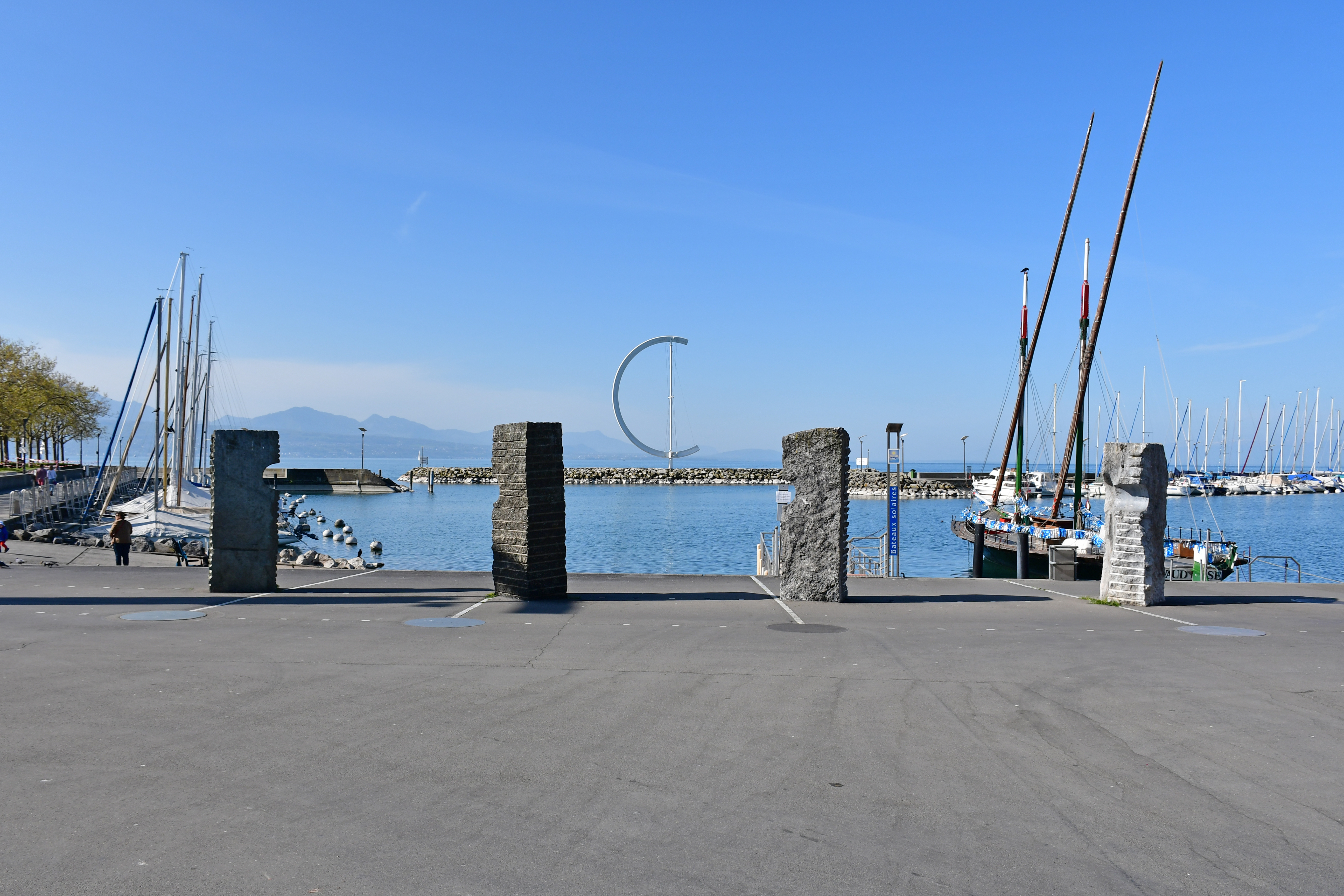
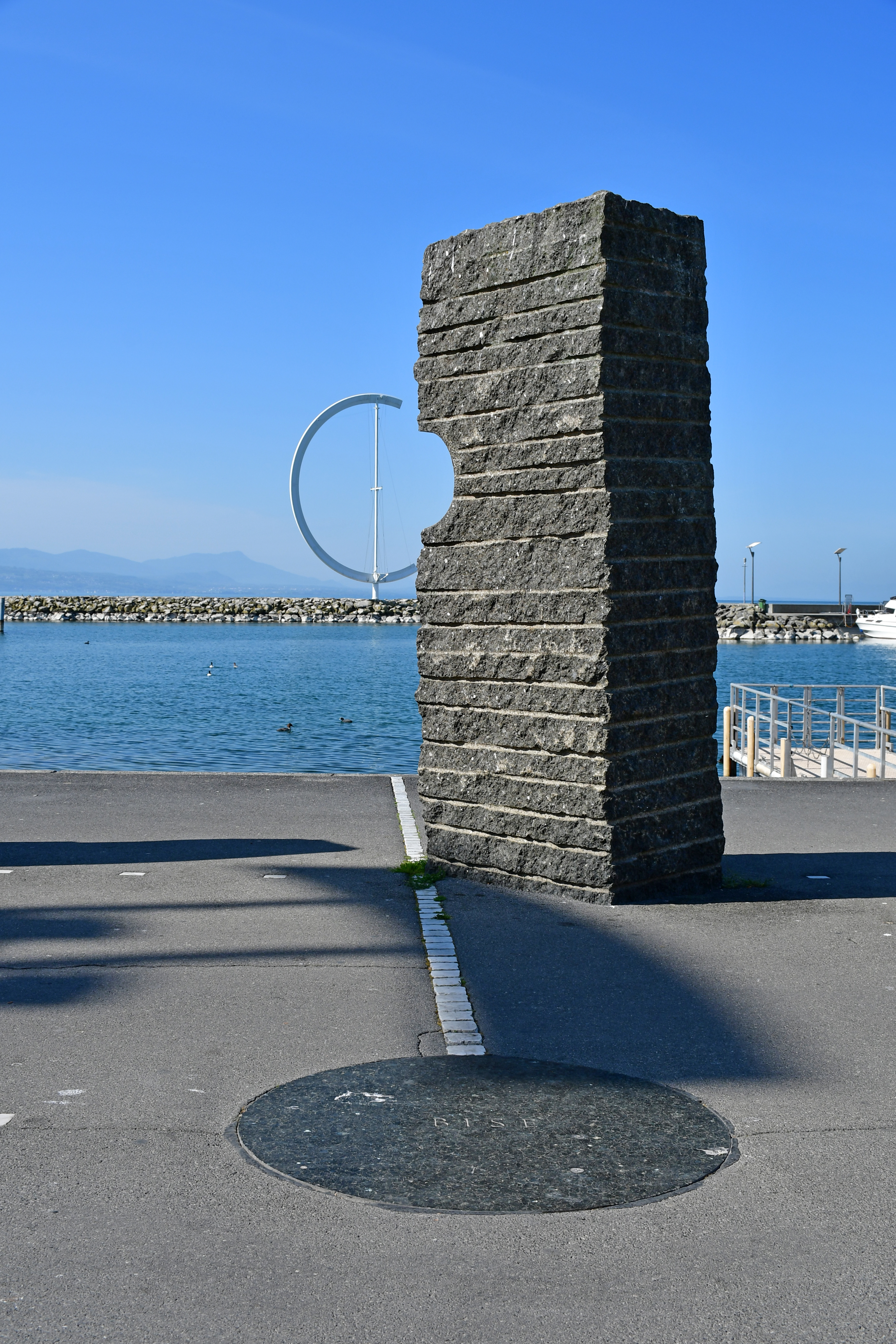
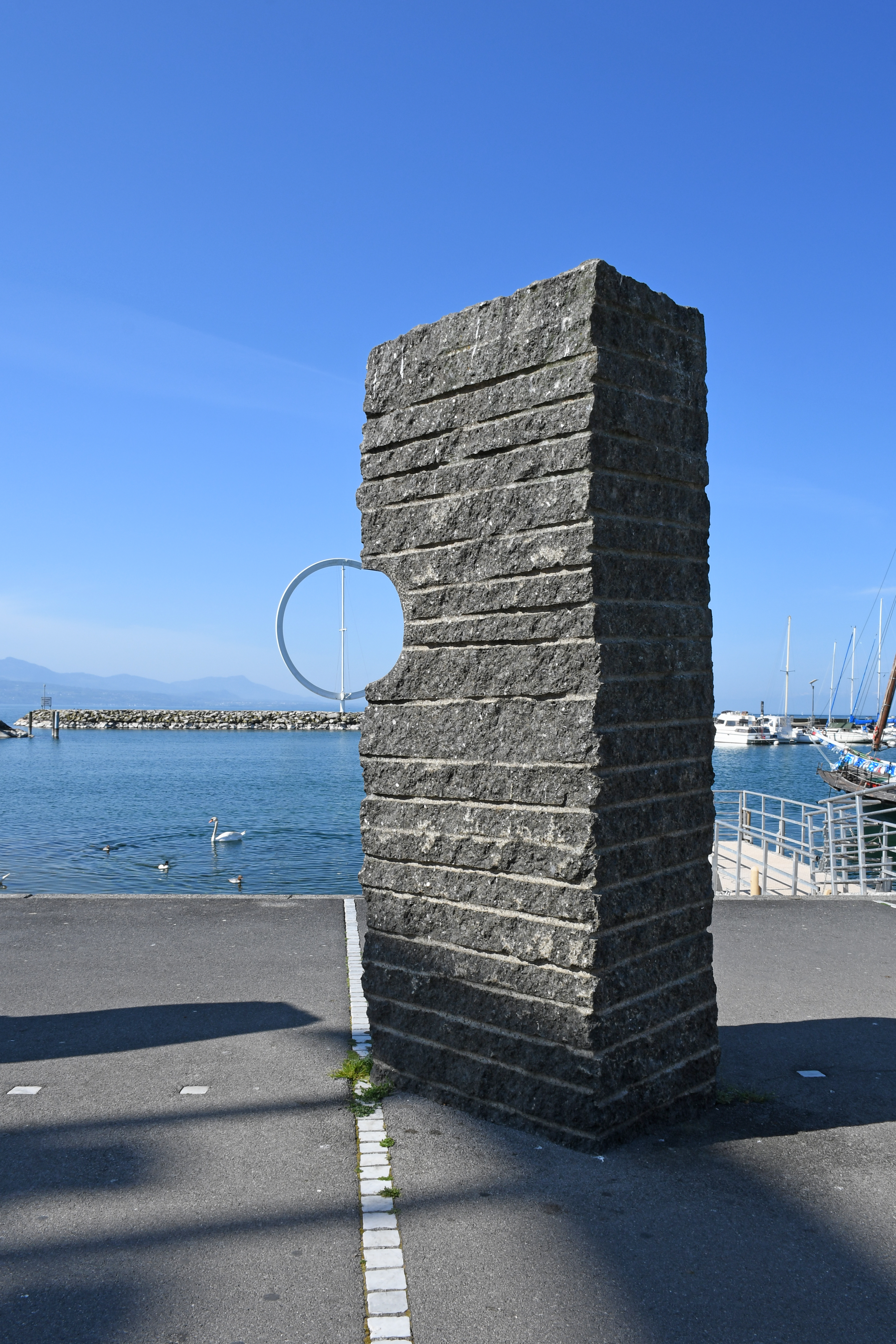
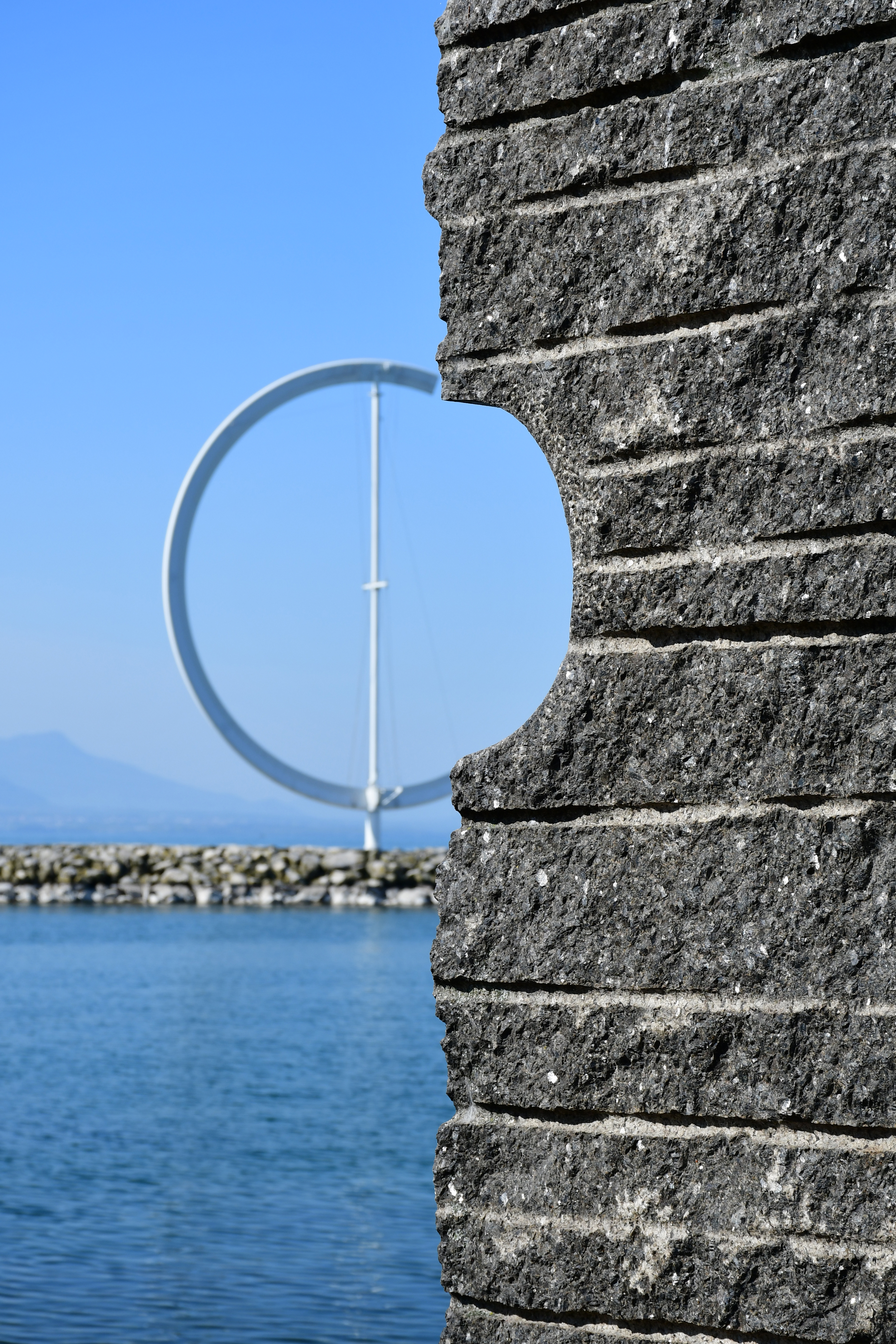

Sur ces photos, la sculpture forme un cercle avec l'encoche du monolithe de la bise.